# Ruisseau de Puginier
Le ruisseau de Puginier est une rivière du sud de la France, dans la région Occitanie, dans le département de l'Aude, sous-affluent de l'Aude par le Fresquel.

## Géographie
Le ruisseau de Puginier est une rivière qui prend sa source dans le Lauragais sur la commune de La Pomarède sous le nom de ruisseau d'en Sériés puis il prend le nom de ruisseau de Puginier et se jette dans le Fresquel en rive gauche sur la commune de Souilhanels.
La longueur de son cours d'eau est de 11,4 km.

### Communes traversées
Dans le seul département de l'Aude, le ruisseau de Puginier traverse les quatre communessuivantes, Souilhe, Souilhanels, Puginier et La Pomarède.

## Principaux affluents
Le ruisseau de Puginier a trois affluents contributeurs référencés :
- le ruisseau de la Caune : 3,6 km
- le ruisseau de Plaisance : 3,1 km
- la Ramejeanne : 4,3 km